# Lac du Bonnet
Lac du Bonnet es un municipio rural canadiense situado en la provincia de Manitoba.

## Superficie
Lac du Bonnet tiene una superficie de 1097,61 km².

## Demografía
En 2021, tenía 3563 habitantes, una densidad poblacional de 3,2 hab./km², y 2757 viviendas.